# スズキ・サベージ
サベージ（Savage）とはスズキ株式会社が製造販売していたクルーザータイプのオートバイであり、正式な車名は型番のLS（エルエス）である。
車種名の「サベージ」は、英語で「どう猛」「荒々しい」などを意味する語。

## 概要
1986年の登場以来、シリーズ車種として排気量別に生産されていたが、1990年代前半で日本国内での販売を終了し、以降は輸出仕様のみが海外市場において販売されている。なお、北米市場では2004年にスズキのクルーザーモデル各車種が統一ブランドとしての「ブルバードシリーズ」に統合されたのを受け、同年にLS650は「ブルバードS40」と名称変更されている。

## モデル一覧

### LS650サベージ
LS650Savageは1986年5月に発売された。
ボア94.0mm×ストローク94.0mm、652ccのバーチカルシングルエンジン（空冷4ストローク単気筒）を搭載し、スペックは30ps/5,500rpm・4.5kg-m/3,000rpmと低めだが、低速トルクのダッシュ力は同クラスのスーパースポーツに引けをとるものではない。
ベルトドライブの足回りは静寂で、単気筒エンジンの鼓動も上質感漂う。それまでの既存車両のシート高をただ低くしてアップハンドルにした第一世代の国産アメリカンタイプと違い、車体から専用設計のアメリカンバイクである。
最大の特徴は、ハーレーダビッドソンを真似たV型2気筒のバイクが多いアメリカンというカテゴリの中、直立単気筒エンジンを搭載した点である。
アメリカンに単気筒エンジンを搭載するという発想は、イージー・アメリカンの別の方向性を目指したと言える。だが、単気筒エンジンの最大の官能要素である音や振動がバランサーなどの採用によりスポイルされてしまったことや、アメリカンとしてはあまりに凡庸なデザインのために、発売から3年ほどで日本国内における販売は終了となった。
しかし、単気筒エンジン搭載アメリカンというコンセプトに魅力を感じるユーザーも存在しており、ノーマル車両のデザインなどの欠点を補えるカスタムマシンのベース車両として現在も人気がある。
国内での販売は1989年に終了したが、輸出用モデルの生産は継続され、「LS650」「サベージ」「パスファインダー」などの名称で販売された。北米仕様は2000年代に入ってからも継続され、2004年モデルまでは「サベージ650」として販売され、2005年モデルから「ブルバードS40」と名称変更して販売が継続されている。
サベージ650のカスタム例

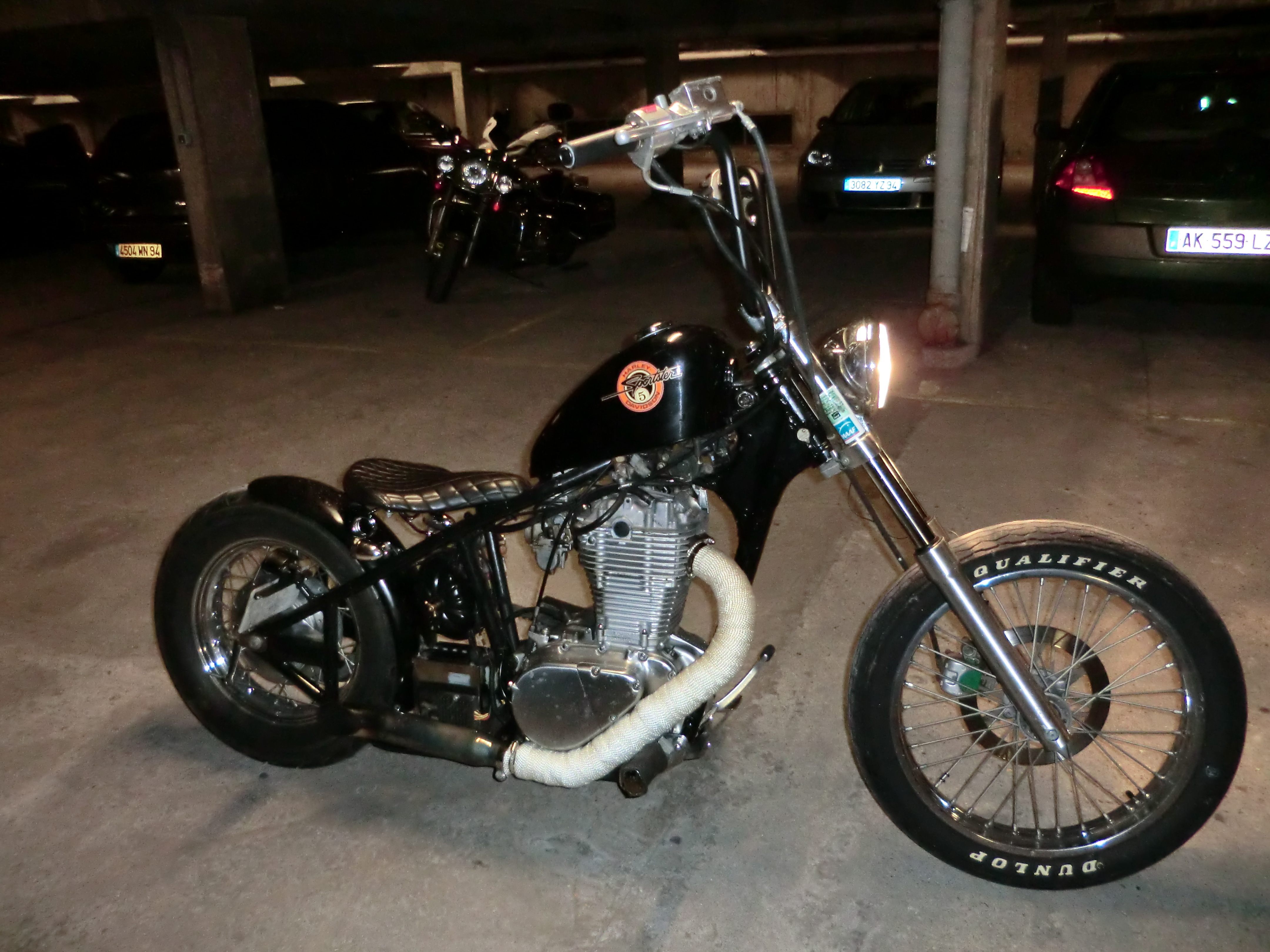
Suzuki LS650 Svage チョッパー系カスタム
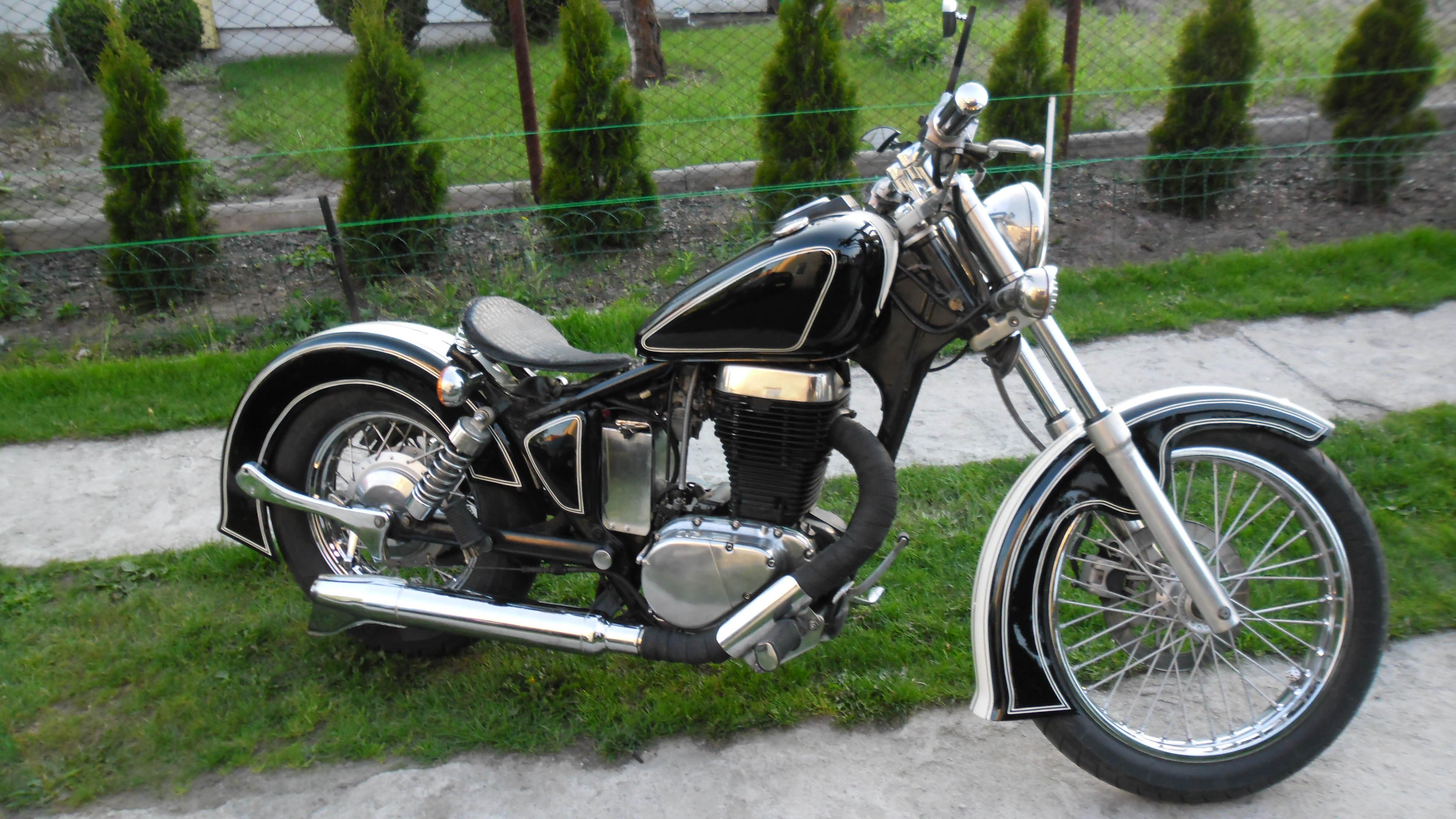
Suzuki LS650 Svage クラシック系カスタム
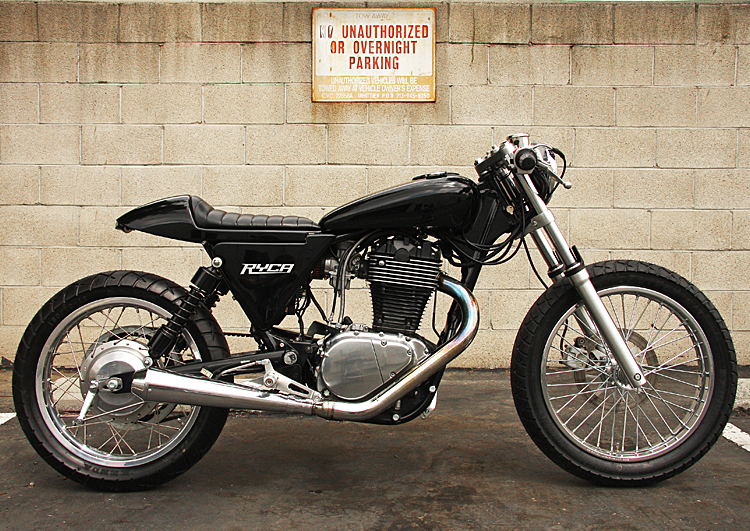
Suzuki LS650 Svage カフェレーサー系カスタム

LS650 仕様沿革
- 1986年：LS650PG / LS650FG
- 1988年：LS650PJ / LS650FJ
- 1989年：LS650PK / LS650FK
- 1990年：LS650PL / LS650FL
- 1991年：LS650(P)M

- 1992年：LS650N
- 1993年：LS650P
- 1994年：LS650PR
- 1996年：LS650PT
- 1997年：LS650PV
- 1998年：LS650PW
- 1999年：LS650PX
- 2000年：LS650PY
- 2001年：LS650PK1
- 2002年：LS650PK2
- 2003年：LS650PK3
- 2004年：LS650PK4
- 2005年：LS650P5
- 2006年：LS650K6
- 2007年：LS650K7
- 2008年：LS650K8
- 2009年：LS650K9
- 2010年：LS650L0
- 2011年：LS650L1
- 2012年：LS650L2
- 2013年：LS650L3
- 2014年：LS650L4

### LS400サベージ
LS400Savageは1987年1月に発売された。
LS650の排気量をダウンサイジングした普通自動二輪車クラスの車両である。ボア88.0mm×ストローク65.2mm、24PSの396ccのバーチカルシングルエンジン（空冷4ストローク単気筒）を搭載する。LS650のエンジンに装備された電動プランジャーオートデコンプ機能は、LS400では不採用となっている。また、LS650はベルトドライブ方式だが、LS400ではチェーンドライブ方式を採用している点が特徴となる。
アメリカンブームを受けて数度再発売されたが、現在は製造販売共に終了している。
LS400 仕様沿革
- 1986年：LS400U(NK41A) / LS400F(NK41A)
- 1992年：LS400P(NK41B)
- 1995年：LS400T(NK41B)